# Munteenheidsteken
Het munteenheidsteken (¤) is het valutateken om een monetaire waarde aan te duiden zonder expliciete munteenheid.
Het kan worden gebruikt wanneer het symbool van een bepaalde munteenheid niet beschikbaar is. Vaak wordt ¤ gebruikt in plaats van de symbolen van de roepie (₹) en de Costa Ricaanse en Salvadoraanse colon (beide ₡).
In Unicode wordt het munteenheidsteken weergegeven als U+00A4 ¤ CURRENCY SIGN. Bij HTML is de code &curren;, &#xA4; of &#164;.

## Andere gebruiksvormen
- Alternatieve scheiding in een kommagescheiden bestand.
- Verwijdersymbool bij het typen op papier dat later moet worden omgezet in een kommagescheiden bestand:
  - ¤: verwijder voorgaand teken.
  - ¤¤: verwijder voorgaand woord (tot aan het spatieteken daarvoor).
  - ¤¤¤: verwijder volledige regel.